# Dusona variator
Dusona variator là một loài tò vò trong họ Ichneumonidae.